# Carretera de Nebraska 52
La Carretera de Nebraska 52, y abreviada NE 52 (en inglés: Nebraska Highway 52) es una carretera estatal estadounidense ubicada en el estado de Nebraska. La carretera inicia en el Sur desde la NE 14  norte de Fullerton hacia el Norte en la NE 91  este de Spalding. La carretera tiene una longitud de 41,7 km (25.89 mi).

## Mantenimiento
Al igual que las autopistas interestatales, y las rutas federales y el resto de carreteras estatales, la Carretera de Nebraska 52 es administrada y mantenida por el Departamento de Carreteras de Nebraska por sus siglas en inglés NDOR.

## Cruces
La Carretera de Nebraska 52 es atravesada principalmente por la  NE 56  en Cedar Rapids.